# Bělá pod Bezdězem
Bělá pod Bezdězem é uma cidade checa localizada na região da Boêmia Central, distrito de Mladá Boleslav.